# Bannerbank
Bannerbank war ein bronze- oder früheisenzeitliche Rundhütte nahe dem Nordostufer von Long Loch in der schottischen Council Area East Renfrewshire. Die Stadt Neilston befindet sich vier Kilometer in nördlicher Richtung. Seit 2011 sind die Überreste in den schottischen Denkmallisten als Scheduled Monument klassifiziert.

## Beschreibung
Wann die Rundhütte von Bannerbank erbaut und in welchem Zeitraum sie genutzt wurde, ist bisher nicht genau untersucht worden. Rundhütten dieses Typs waren in Schottland während des 2. Jahrtausends v. Chr. üblich, fallen also je nach Baudatum noch in die Bronzezeit oder schon in die frühe Eisenzeit. Die Überreste des Bauwerks wurden 1963 von dem Archäologen  Frank Newall entdeckt.
Das Bauwerk liegt auf einer grasigen Ebene. Die Überreste der Außenmauer der Rundhütte weisen einen Durchmesser von sieben Metern bei einer Mächtigkeit zwischen 1,3 und zwei Metern auf. Sie sind heute noch bis zu einer Höhe von 40 cm erhalten und bestehen im Wesentlichen aus Erdmaterial mit wenigen Steinen. Steine sind verstärkt an der Westseite zu finden, wo das Bauwerk in einen leichten Hang gebaut ist, wodurch eine Ebnung mit verstärkter Befestigung erforderlich war. Zwölf Meter östlich ist eine kleine, möglicherweise natürliche Aushöhlung zu finden. Am Westrand könnte sie durch Steine befestigt gewesen sein.